# Chiesa di Santa Margherita (Narni)
La chiesa di Santa Margherita è un edificio religioso di Narni, sorto, insieme al monastero delle monache benedettine ormai soppresso, agli inizi del XVII secolo. La facciata è interessante perché in forma bipartita, con portali in travertino sopra i quali si estendono dei festoni e altri ornati di stucchi.
Internamente la chiesa presenta alle pareti affreschi degli Zuccari con episodi di vita della Santa. Interessanti sono:
- la tela dell'altare maggiore raffigurante la Gloria della Madonna tra Santa Margherita e San Bernardo;
- la tela dell'altare dedicato a San Benedetto
- le tele raffiguranti Santa Caterina d'Alessandria e Santa Caterina da Siena;